# Ipomoea cearensis
Ipomoea cearensis är en vindeväxtart som beskrevs av O'donell. Ipomoea cearensis ingår i släktet praktvindor, och familjen vindeväxter. Inga underarter finns listade i Catalogue of Life.